# Gustaw Belke
Gustaw Belke (ur. 24 lipca 1810 w Piławcach, zm. 3 marca 1873 w Kijowie) – polski przyrodnik, zoolog, badacz przyrody Podola.
Od 1839 roku prowadził badania i obserwacje naukowe na terenie Podola. Jest współautorem przekładu "Historii nauk przyrodniczych" G. Cuviera (wraz z A. Kremerem). Jego najpopularniejszym dziełem była trzytomowa "Mastologia czyli historia naturalna zwierząt ssących" (1847–50).
Udzielał się społecznie: był członkiem konsystorza ewangelicko-augsburskiego w Kamieńcu Podolskim i prezesem lokalnego Towarzystwa Lekarskiego, do którego należał także Antoni Józef Rolle.

## Dzieła
- "Historia nauk przyrodniczych" (tłumaczenie, wraz z A. Kremerem, t. 1–5, wyd. 1853–1855, uzupełnione o autorskie opracowania na temat historii nauk przyrodniczych w Polsce)[2]
- "Mastologia czyli historia naturalna zwierząt ssących" (t. 1–3, 1847–1850)
- "Rys historii naturalnej Kamieńca Podolskiego" (1858).